# Liberty Mutual
Die Liberty Mutual Insurance ist ein US-amerikanischer, international tätiger Versicherungskonzern mit dem Hauptsitz in Boston, Massachusetts. Das Unternehmen beschäftigt über 50.000 Mitarbeiter und in mehr als 800 Büros weltweit.

## Geschichte
Gegründet wurde das Unternehmen 1912 als Massachusetts Employees’ Insurance Association (MEIA). Der Hintergrund war, dass der US-Bundesstaat Massachusetts ein Gesetz verabschiedete, wodurch die Unternehmen verpflichtet wurden für ihre Arbeitnehmer eine Unfallversicherung abzuschließen.
1917 wurde der Name in „Liberty Mutual Insurance Company“ geändert.
Mit rund 38,3 Mrd. USD Einnahmen und einem Anlagevermögen von rund 125,6 Mrd. USD ist die Liberty Mutual Insurance Group fünftgrößter Schaden- und Unfallversicherer in den USA (Stand 2016) und belegt Platz 75 auf der Fortune 500-Liste.
Vorstandsvorsitzender des Unternehmens ist David H. Long.
Im April 2008 erwarb Liberty Mutual das Versicherungsunternehmen Safeco aus Seattle.
2017 wurde die Ironshore Inc. für einen Preis von rund 3 Milliarden USD erworben.

## Konzernstruktur
Die Liberty Mutual Gruppe ist eine Holding und in die folgenden drei Hauptbereiche mit den jeweiligen Unterbereichen aufgeteilt:
- Global Consumer Markets
  - U.S. Consumer Markets
  - Global Consumer Markets East | West
    - Liberty Videocon, Indien
    - Liberty Insurance, China
    - LMG Insurance Thailand
    - Liberty Seguros, Spanien
    - Liberty Страхование, Russland
    - Liberty Seguros, Brasilien
    - Liberty Insurance, Irland
    - Liberty Seguros, Portugal
    - Liberty Insurance Berhad, Malaysia
    - Liberty Sigorta, Türkei
    - Liberty Seguros, Ecuador

- Commercial Insurance
  - Business Insurance
  - National Insurance
  - Liberty Mutual Benifits

- Global Specialty
  - Liberty International Underwriters Asia Pacific
  - Liberty International Underwriters Americas
  - Liberty International Underwriters U.S.
  - Liberty International Underwriters Latin Amarica
  - Liberty International Underwriters Canada
  - Liberty Specialty Markets
  - Liberty Mutual Surety

## Produkte
Die Liberty Mutual Insurance bietet Versicherungsprodukte in fast allen Bereichen an. In Deutschland ist sie mit dem Industrieversicherer Liberty Specialty Markets vertreten und zeichnet die folgenden Versicherungssparten:
- Industriehaftpflicht-Versicherungen
- Berufshaftpflicht-Versicherungen für Rechtsanwälte und Steuerberater
- Berufshaftpflicht-Versicherungen für Architekten und Ingenieure
- Directors & Officers Versicherungen (D&O)
- Bürgschafts-Versicherungen
- Technische Versicherungen
- Vertragsrückversicherungen

Des Weiteren werden über die Liberty Europe, eine in Irland zugelassene Niederlassung der Seguros Genesis Sociedad Anonimia de Seguros y Resaseguros, private Lebens- und Rentenversicherungen angeboten.